# Кальдерони, Марко
Ма́рко Кальдеро́ни (итал. Marco Calderoni; 18 февраля 1989, Латизана, Удине, Фриули-Венеция-Джулия) — итальянский футболист, защитник клуба «Чезена».

## Карьера
Марко Кальдерони — воспитанник клуба «Пьяченца». Он дебютировал в основном составе команды 25 мая 2008 года в игре с «Чезеной». В сезоне 2008/09 Кальдерони провёл 21 из 42 игр команды в серии В, а также забил свой первый мяч за клуб. Половину сезона 2009/10 Кальдерони провёл в «Пьяченце», проведя 14 игр.
1 февраля 2010 года Кальдерони перешёл, в «Палермо», выкупившая 50% прав на игрока. «Росанеро», в свою очередь, передала «Пьяченце» Кристиана Мелинте. 27 марта Кальдерони дебютировал в основе команды в матче с «Болоньей» и провёл на поле 76 минут, после чего был заменён на Ондржея Челустку; в этой игре «Палермо» победил 3:1. После игры Кальдерони был очень рад выходу на поле и поддержке, оказанной ему партнёрами по команде и болельщиками клуба.

## Международная карьера
Кальдерони начал международную карьеру в составе сборной Италии до 18 лет, выйдя 12 декабря 2006 года в игре с Францией, в которой итальянцы проиграли 0:1. С 2009 года Кальдерони начал выступать за сборную до 20 лет. В её составе он участвовал в молодёжном чемпионате мира, где итальянцы дошли до 1/4 финала. Сам Кальдерони провёл все 5 игр первенства.